# Oncorhynchus masou

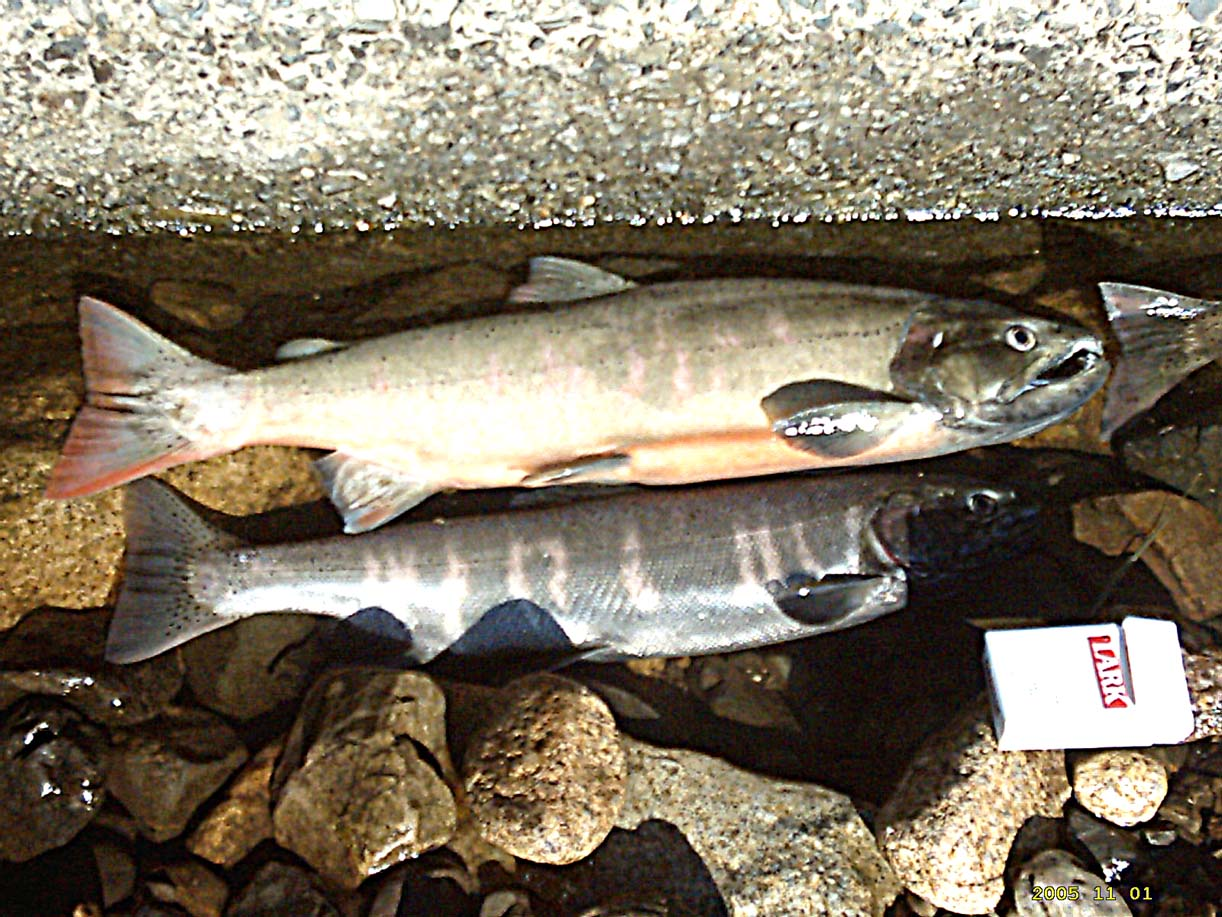
Dos exemplars dOncorhynchus masou; un de mascle a la part superior, i un de femella a la inferior

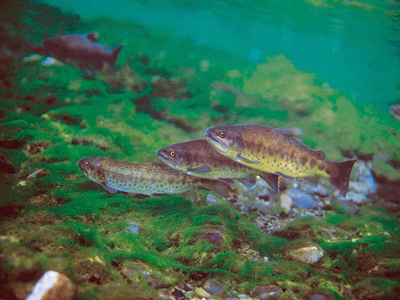
Oncorhynchus masou formosanus

Oncorhynchus masou és una espècie de peix de la família dels salmònids i de l'ordre dels salmoniformes.

## Subespècies
- Oncorhynchus masou formosanus (Jordan & Oshima, 1919). Els mascles poden assolir 30 cm de longitud total.[1][2] Menja principalment insectes.[2] i viu en zones d'aigües dolces subtropicals.[2] És un endemisme de Taiwan.[3][4]
- Oncorhynchus masou macrostomus (Günther, 1877). Els mascles poden assolir 50 cm de longitud total[5] i 1.540 g de pes.[6][7] Viu en zones d'aigües dolces, salobres i marines temperades.[7] És endèmic de l'oest del Japó.[7]
- Oncorhynchus masou masou (Brevoort, 1856).[8] Els mascles poden assolir 79 cm de longitud total[9] i 10 kg de pes.[10][11] És ovípar i enterra els ous en nius sense protecció.[12] Menja principalment insectes, però també crustacis petits i peixos.[11] A Rússia és depredat per Anotopterus pharao.[13] Viu en zones d'aigües dolces, salobres i marines temperades (65°N-34°N, 127°E-158°E) fins als 200 m de fondària.[14][11] Es troba al Mar d'Okhotsk, el Mar del Japó,[5] el nord del Japó[15] i l'est de la península de Corea.[16][11] Es comercialitza fresc i congelat, i és consumit rostit o enfornat.[10]